# Argyresthia tarmanni
Argyresthia tarmanni is een vlinder uit de familie pedaalmotten (Argyrethiidae). De wetenschappelijke naam is voor het eerst geldig gepubliceerd in 1993 door Gibeaux.
De soort komt voor in Europa.